# Amblychia angeronaria
Amblychia angeronaria là một loài bướm đêm trong họ Geometridae.